# Temple St-Éloi (Rouen)

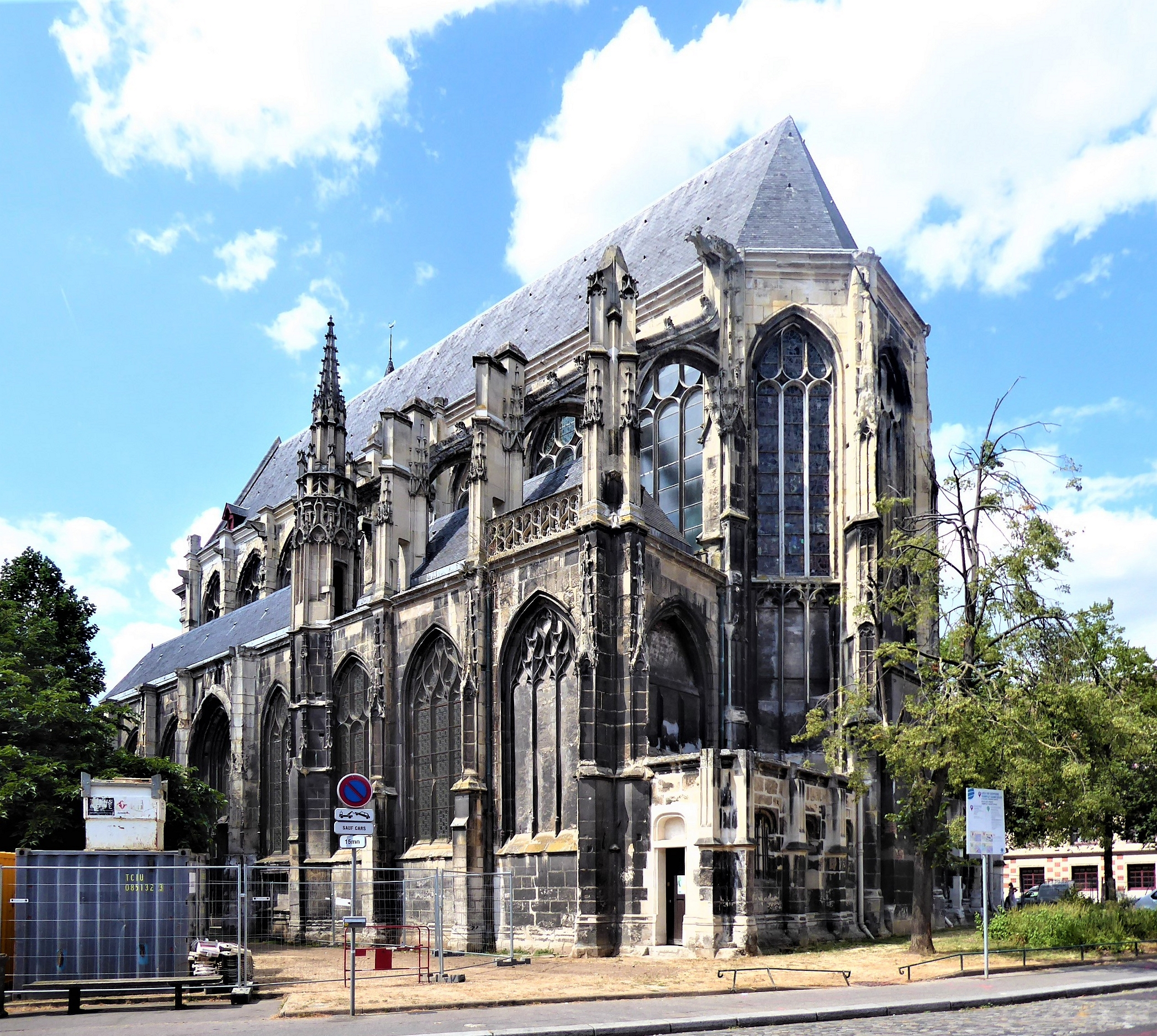
Temple St.-Éloi zu Rouen

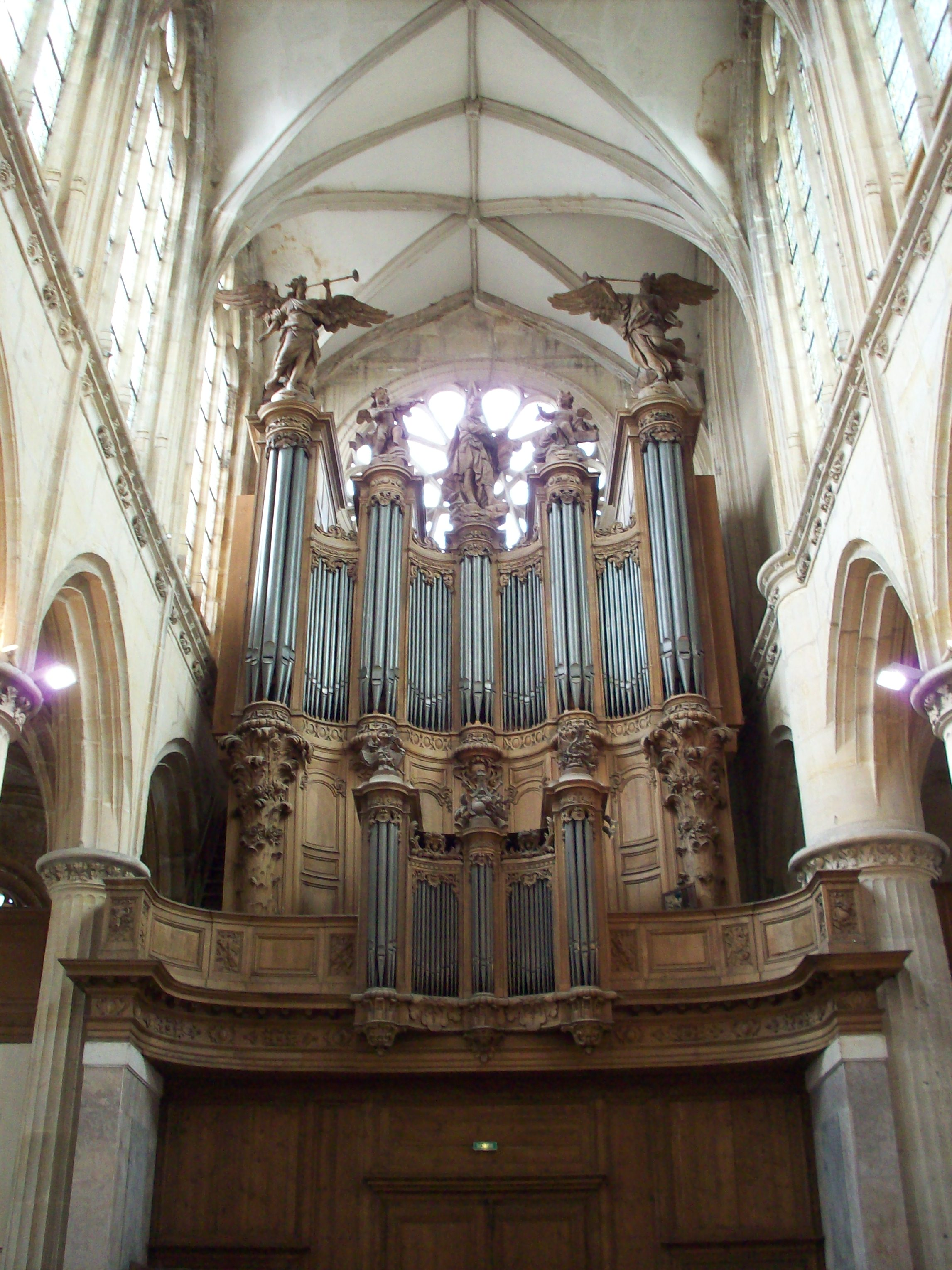
Orgelprospekt mit Rückpositiv von St.-Eloi

Der Temple St-Éloi ist ein Kirchengebäude in Rouen (Département Seine-Maritime) in Frankreich, das einer reformierten Gemeinde innerhalb der Vereinigten Protestantischen Kirche Frankreichs dient. Die Kirche ist seit 1911 Monument historique.

## Geschichte
Mit dem Bau der dem heiligen Éloi de Noyon geweihten spätgotischen Kirche, die einen kleineren Vorgängerbau ersetzt, wurde nach 1500 begonnen. Zunächst errichtete man den Chor und die anschließenden drei östlichen Joche des Langhauses. Die fünf westlichen Joche folgten 1576, Westfassade und Portal schließlich 1579/80.
Von 1734 bis 1742 war Jacques Duphly Organist von St. Éloi.
Die Pfarrkirche wurde 1791 im Zuge der Revolution aufgehoben und in dem Gebäude 1793 eine Fabrik eingerichtet. 1803 wurde das Gotteshaus den Reformierten übergeben.

## Ausstattung
Die Orgel ist ein mehrfach umgebautes Werk von Charles Lefebure aus dem Jahr 1734 mit 38 Registern auf vier Manualen und Pedal.
| I Positif de Dos C–g3 |        |
| Bourdon               | 8′     |
| Montre                | 4′     |
| Flûte à Cheminée 0    | 4′     |
| Nazard                | 2 ⁄3′  |
| Doublette             | 2′     |
| Tierce                | 1 3⁄5′ |
| Larigot               | 1 ⁄3′  |
| Fourniture IV         |        |
| Cymbale III           |        |
| Cromorne              | 8′     |
| Voix Humaine          | 8′     |
| Tremblant             |        |

| II Grand Orgue C–g3 |         |
| Bourdon             | 16′     |
| Montre              | 08′     |
| Bourdon             | 08′     |
| Prestant            | 04′     |
| Flûte               | 04′     |
| Grand Tierce 0      | 03 1⁄5′ |
| Nazard              | 02 ⁄3′  |
| Doublette           | 02′     |
| Quarte              | 02′     |
| Tierce              | 01 3⁄5′ |
| Fourniture V        |         |
| Cymbale IV          |         |
| Cornet V            |         |
| Trompette           | 08′     |
| Clairon             | 04′     |

| III Récit c1–g3 |    |
| Cornet V0       |    |
| Trompette       | 8′ |

| IV Echo C–c3 |    |
| Cornet V0    |    |
| Hautbois     | 8′ |

| Pédale C–f1 |     |
| Sousbasse 0 | 16′ |
| Flûte       | 16′ |
| Flûte       | 08′ |
| Flûte       | 04′ |
| Bombarde    | 16′ |
| Trompette   | 08′ |
| Clairon     | 04′ |

- Koppeln: I/II, I/P, II/P